# Chasseurs de Bussy
Le régiment des chasseurs de Bussy est un corps de chasseurs à cheval de l'Armée des émigrés. Il participe aux guerres de la Révolution et de l'Empire au service de l'empereur d'Autriche en tant que régiment étranger.

## Historique
L’armée autrichienne amène en Hongrie les survivants des quatre corps-francs : les hussards de Rohan, de Chamborant, de Carneville et les chasseurs de Bussy. De ces débris on forme le régiment de chasseurs à cheval de Bussy. On fait parfois de Liégeois ou Français volontaires des mercenaires ou plutôt vu l’importance des soldes des esclaves. Toutefois le régiment demeure la propriété de son colonel. D’ailleurs, le drapeau des chasseurs de Bussy, est certes noir et jaune, mais il a été brodé par la sœur du colonel. Celui-ci, Johann Maria Philipp Frimont, émigre en 1791, et combat sous les ordres du prince de Condé. Après la dissolution du corps de ce prince, il entre, avec le régiment des chasseurs de Bussy, dont il est colonel, au service de l'Autriche.
Les chasseurs de Bussy vont au front enlever les avant-postes français, inquiéter les derrières du régiment... ou être célèbres pour leurs charges héroïques. Leurs exploits vont devenir célèbres. Les chasseurs de Bussy sont parvenus à semer la déroute parmi la garde consulaire.
En 1799, en Italie, le prince Charles Louis d'Autriche a au nombre de ses troupes ce corps d'émigrés français, connu sous la dénomination de régiment de Bussy. Une cinquantaine de cavaliers de la légion sont détachés pendant une action. Lorsque les Autrichiens sont repoussés, le détachement se trouve coupé, et séparé, non seulement de son corps, mais aussi du reste des troupes de Hohenzollern. Ces Français expatriés, dans la conviction qu'il n'y a plus de salut pour eux que dans le courage du désespoir, décident de se faire jour à travers les nombreux ennemis dont ils sont entourés. Ils se jettent donc sur les premiers postes qu'ils rencontrent, avec une impétuosité telle, qu'il est impossible de les arrêter. C'est ainsi qu'ils parviennent jusqu'au lieu où se trouve le général en chef Macdonald, qui n'a en ce moment avec lui que quelques officiers d'état-major et quelques soldats d'ordonnance. Cette petite troupe met sur-le-champ le sabre à la main pour repousser l'agression des chasseurs de Bussy. Il s'engage une lutte dans laquelle Macdonald, combattant à la tête des siens, est blessé. Les chasseurs, après avoir perdu quelques hommes, poursuivent leur course impétueuse, traversent Modène, alors occupé par les troupes françaises, et où il leur faut combattre encore. Enfin, ayant fait des prodiges de valeur, et réduits au nombre de sept, ces braves, dignes du nom de François, rejoignent leur quartier général autrichien.

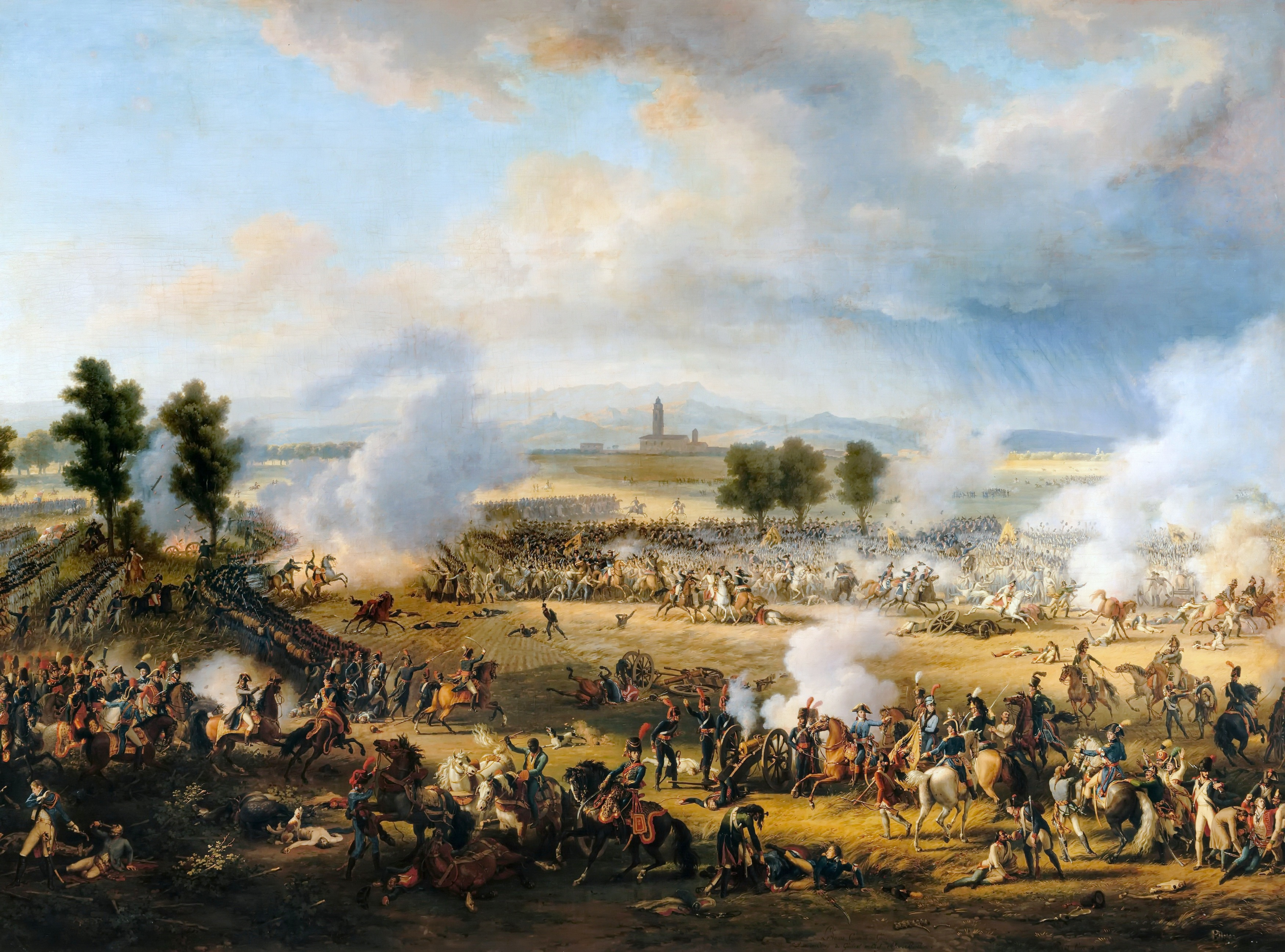
La bataille de Marengo.

Malgré l'échec que venait de recevoir la cavalerie du prince Charles Louis d'Autriche, les chasseurs de Bussy, commandés par le brave major irlandais Burke, reçoivent l'ordre du général Bareo de ne point battre en retraite et soutiennent avec intrépidité l'effort de l’infanterie des armées de Bonaparte, le 8 juin 1800. Le 24 prairial (13 juin), rapporte l'adjudant général Paulet, les trois bataillons de la 58e demi-brigade marchent sur Crémone, et 400 à 500 chevaux des 5e dragons et 2e chasseurs poussent devant eux les partis que l'ennemi avait envoyés pour reconnaître notre force. L'ennemi occupe  la ville avec l'infanterie. 1 000 chasseurs de Bussy, soutenus par 800 hussards de Toscane, sont en bataille en arrière de la ville, sur la route de Mantoue. À l'approche des ennemis, les chasseurs de Bussy essaient une charge sur leur cavalerie. Mais le feu de deux pièces de canon chargées à mitraille et masquées par un peloton du 5e dragons, les arrête et leur fait rebrousser chemin.
Johann Maria Philipp Frimont, leur chef et ses hommes reçoivent de nombreuses distinctions. À Frankenthal en 1796, il reçoit  la croix de l'ordre militaire de Marie-Thérèse. Lors de la campagne de 1800, il se distingue comme un grand chef de la cavalerie à bataille de Marengo, et l'année suivante il devient major général.
Le futur ministre, Jean de Courvoisier, sert en 1797 dans le régiment de Bussy avec le grade de premier lieutenant. Il se trouve dans les principales affaires, et partout donne des preuves de courage et de dévouement. Blessé d'un coup de sabre en 1798 à l'attaque de Neuwied, il l’est une seconde fois en 1800 à Saravalle.
Les Chasseurs de Bussy ne dépouillent jamais les prisonniers, ce qui à l’époque est rare au point d’être signalé. Malgré les pertes l’état de situation de l'armée autrichienne en Italie au 20 mars 1799, nous dit qu’ils sont en garnison à Trévise. Le régiment est composé de 8 escadrons et 1 300 hommes. Mais à la bataille de Marengo seuls 2 escadrons sont là et ses effectifs sont de 200 hommes.
L’aide de camp du général Valhubert écrit : D'audacieux Chasseurs-de-Bussy, entr'autres, venaient tomber jusques dans nos redoutables baïonnettes. Les blessés ennemis étaient placés dans ce carré formidable ; ils y furent tous conservés et pansés comme les enfants de la France. Cette attitude est exceptionnelle. Les émigrés pris les armes à la main ou en uniformes sont fusillés par les bleus. Parfois ils survivent en se faisant passer pour des étrangers en parlant allemand.